# Olle Arnesson
Olle Arnesson, né le 21 avril 1954 à Likenäs (près de Höljes, Värmland), est un pilote automobile suédois essentiellement de rallycross.

## Biographie
Fils d'un entrepreneur de transport routier, il commence par conduire les camions de l'entreprise familiale.  
Il débute  sur Porsche dans le championnat européen de rallycross en 1977.
Il y remporte une première épreuve en Grand Tourisme lors de la manche finlandaise de Hyrylä en 1978, puis il gagne entre autres la toute première épreuve organisée en Norvège, à Lyngåsbane en 1980.
Ultérieurement, son projet de conduite une Audi A4 "SuperCar" ne s'est pas concrétisé.

## Palmarès

### Titres en rallycross
- Quadruple Champion d'Europe de rallycross (ERC):
  - de GT en 1979 (sur Porsche 911 Carrera) et 1980 (sur Porsche 911 SC),
  - de Division 2 en 1983  et 1986 (sur Audi Quattro "longue", devenue S1 20V "flat out"),
- 3e du championnat d'Europe de rallycross de Division 2 en 1987, sur Audi Sport Quattro S1 "courte", du Groupe B.

## Galerie d'images

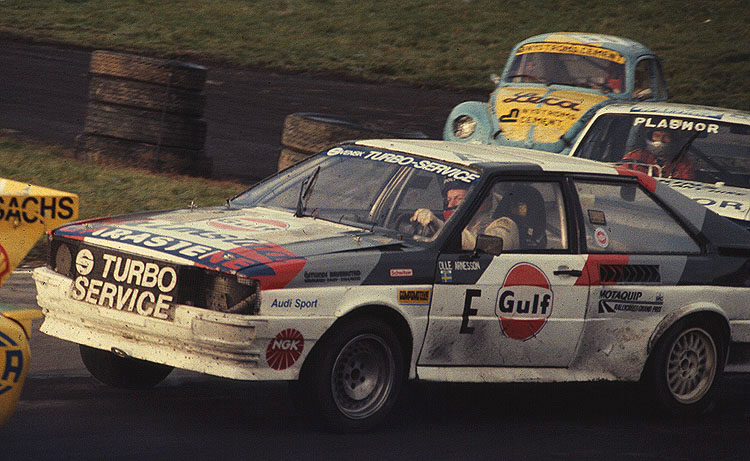
Arnesson en 1982 à Brands Hatch, sur Audi Quattro;
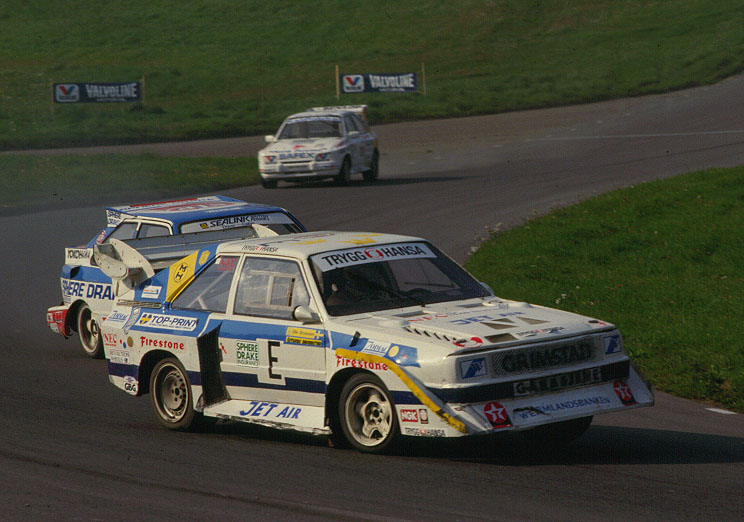
Arnesson en 1987 au circuit de Lydden Hill (en), sur Audi Sport Quattro S1 E2 "flat out";
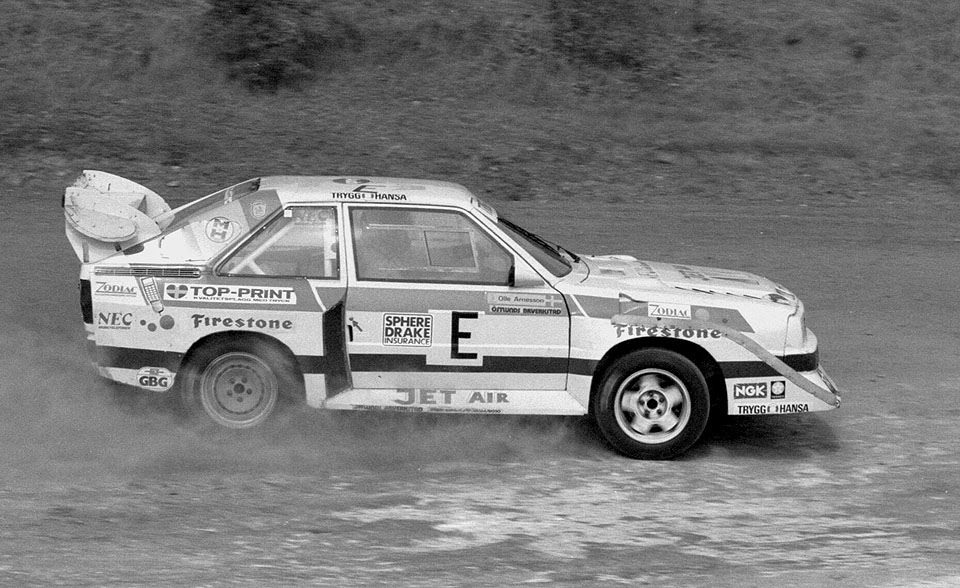
Lydden Hill en 1987, encore;
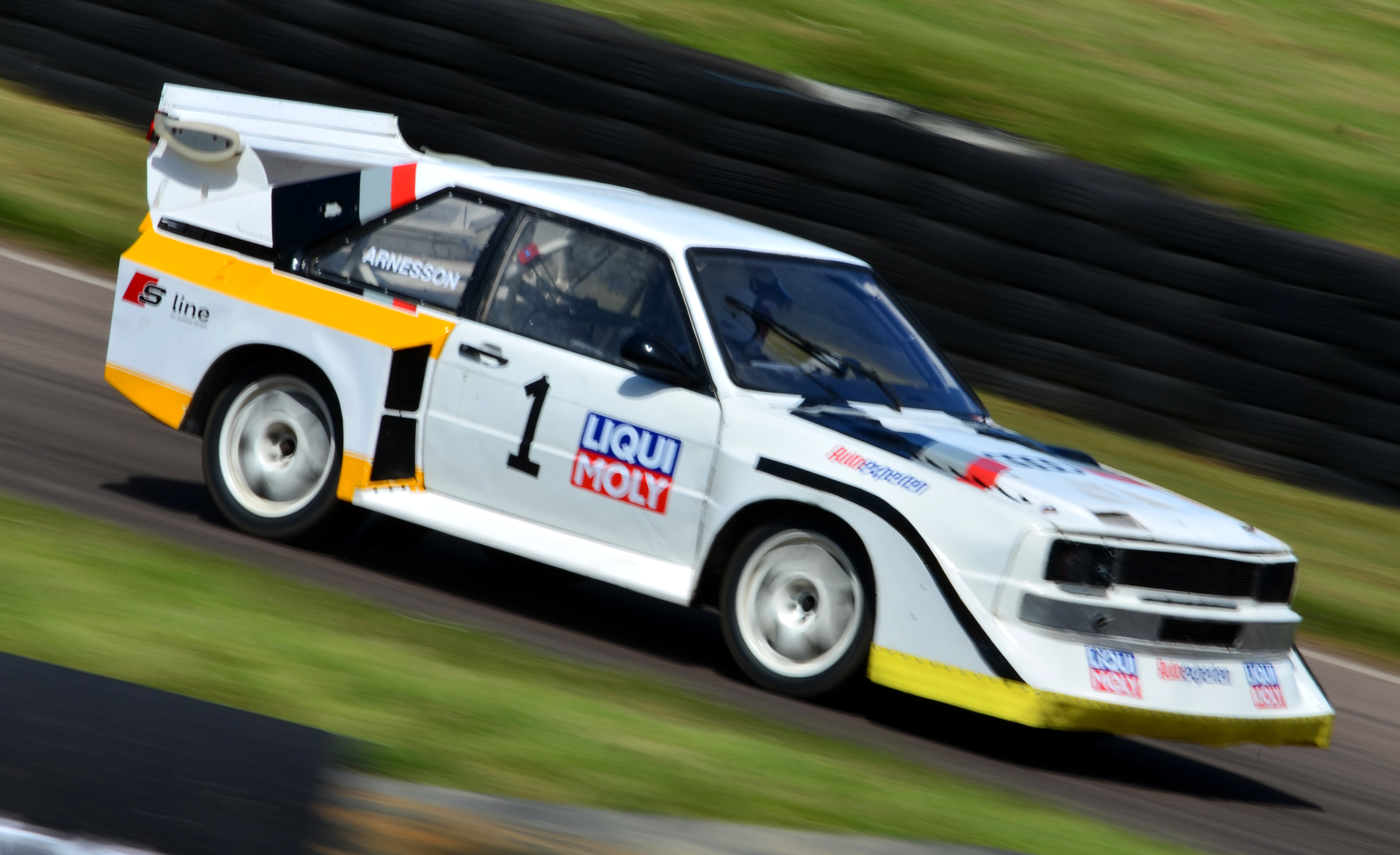
Arnesson ici en démonstration à Lydden Hill en 2014 avec la S1 E2...
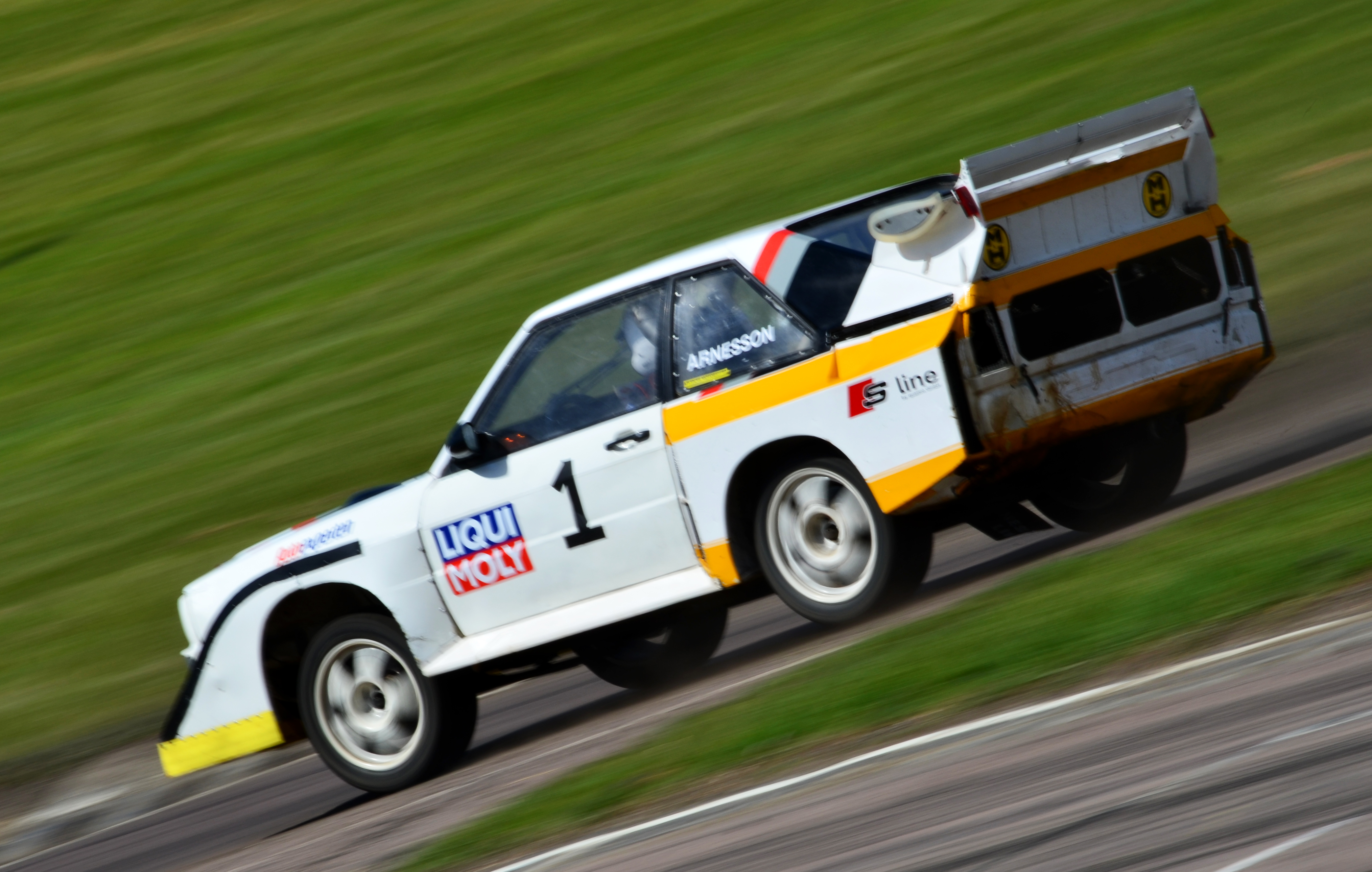
...27 ans plus tard.